# Federico Dennerlein
Federico Dennerlein   (Portici, 14 de març de 1936 - Nàpols, 3 d'octubre de 1992), conegut com a Fritz Dennerlein, fou un nedador i waterpolista italià que va competir durant les dècades de 1950 i 1960. Era germà del també nedador Costantino Dennerlein.
El 1956 va prendre part en els Jocs Olímpics d'Estiu de Melbourne, on fou setè en la prova dels 4x200 metres lliures del programa de natació. En aquests mateixos Jocs fou quart en la competició de waterpolo. Quatre anys més tard, als Jocs de Roma, va disputar tres proves del programa de natació. Fou quart en els 200 metres papallona, sisè en els 4x100 metres estils i onzè en els 4x200 metres lliures. El 1964, a Tòquio, va disputar els seus tercers i darrers Jocs, on fou quart en la competició de waterpolo.
Com a nedador, en el seu palmarès destaquen una medalla de plata en els 4×200 metres lliures i una de bronze en els 4x100 metres estils del Campionat d'Europa de natació de 1958, quatre medalles d'or als Jocs del Mediterrani de 1959 i 1963, 14 títols absoluts d'estiu i 10 nacionals de primavera, 18 rècords italians i 5 europeus.
Com a waterpolista guanyà dues medalles d'or i una de plata als Jocs del Mediterrani. Posteriorment va exercir d'entrenador de waterpolo del Canottieri Napoli, amb qui guanyà la lliga italiana i la Copa d'Europa de 1977. El 1984 passà a entrenar la selecció italiana de waterpolo, portant-la a guanyar una medalla de plata al Campionat del Món de 1986.
Morí en un accident de moto el 1992.